# Alan Newton (cyklist)
Alan Newton, född 19 mars 1931 i Stockport, död 22 maj 2023, var en brittisk tävlingscyklist.
Newton blev olympisk bronsmedaljör i lagförföljelse vid sommarspelen 1952 i Helsingfors.